# أمير عزمي مجاهد
أمير عزمي مجاهد (بالإنجليزية: Amir Azmy Megahed)‏ (14 فبراير 1983-) لاعب كرة قدم مصري معتزل.

## مسيرته الكروية
في ديسمبر 2003، جرى إيقاف عزمي من ممارسة كرة القدم لمدة 14 شهرًا بعد اختبار المنشطات الإيجابي خلال بطولة العالم للشباب لكرة القدم 2003. تعهد عزمي بأنه غير مذنب، وادعى أن المنشطات أحد مكونات دواء موصوف تناوله كجزء من تدريبه لتقوية العضلات، وطعن في إلغاء الحكم لكن الاستئناف لم يُقبل.
بعد أن أمضى فترة الإيقاف، وقع مع نادي باوك وكان لاعبًا أساسيًا قبل أن ينتقل إلى نادي الشباب في المملكة العربية السعودية، التجربة التي كانت في النهاية ناجحة للاعب، حيث ظهور في المباريات كان نادرًا جدًا في البداية. نتيجة لذلك انتقل أمير إلى الدوري القبرصي وانضم إلى أنورثوسيس فاماغوستا وكان لاعبًا رئيسيًا في الفريق الذي فزا بلقب الدوري القبرصي، ونتيجة لذلك تأهل إلي دوري أبطال أوروبا .
بعد التوقيع مع أوفتاس سبور في يونيو 2008، سرعان ما أصبح عزمي لاعبًا أساسيًا بين دفاع رباعي الفريق. ظهر كلاعب أساسي في المباريات الأربع الأولى من الدوري التركي، وقدم بعض العروض اللائقة، كان من بينها اختياره رجل المباراة ضد إسكيشير سبور .
في سبتمبر 2008، بدأ عزمي المباراة ضد نادي فنربخشة، وتم اختياره لمراقبة اللاعب الإسباني الدولي دانيال جويزا، لعب أمامه مباراة جيدة، وتمكن من منع جميع الفرص الهجومية للاعب، وساعد فريقه على الفوز على فنربخشة 1-0 لأول مرة في التاريخ.
في 25 سبتمبر 2008 ، تم اختيار أمير عزمي من بين قائمة من سبعة لاعبين يلعبون خارج مصر ليشاركوا منتخب مصر في مباراتهم الأخيرة في الدور الأول من تصفيات كأس العالم 2010 ضد جيبوتي في 12 أكتوبر.

## الحياة الشخصية
والده هو الاعب السابق عزمي مجاهد لاعب كرة الطائرة.

## روابط خارجية
- أمير عزمي مجاهد على فرق كرة القدم الوطنية.كوم
- أمير عزمي في قاعدة بيانات كرة القدم